# Middlefield (Connecticut)
Middlefield város az USA Connecticut államában, Middlesex megyében. Lakosainak száma 4217 fő (2020).

## Népesség
A település népességének változása:
| Lakosok száma | 4203 | 4425 | 4217 |
|               | 2000 | 2010 | 2020 |